# Escape From the Planet of the Robot Monsters
Escape From the Planet of the Robot Monsters är ett spel från 1989 utvecklat av Atari Games. Spelet producerades ursprungligen för arkadmaskiner, och gavs sedermera även ut (via Tengen) för bland andra Amiga, Amstrad CPC, Atari ST, Commodore 64, DOS, och ZX Spectrum.